# نولان واسع
نولان واسع (الاسم العلمي:Nolana patula) هو نوع نباتي يتبع جنس النولان من فصيلة الباذنجانية.